# Европейски атомен форум
Европейският атомен форум (на френски: Forum atomique européen), известен също като ФОРАТОМ (FORATOM) и nucleareurope, е международна браншова организация, базирана в Брюксел, Белгия.
Тя е основана през 1960 година и обединява 15 национални организации от различни страни в Европа, свързани с ядрената енергетика, сред които и Българския атомен форум. Основната ѝ цел е да пропагандира използването на ядрена енергия в Европа.